# Diphucephala furcata
Diphucephala furcata är en skalbaggsart som beskrevs av Guérin-Méneville 1830. Diphucephala furcata ingår i släktet Diphucephala och familjen Melolonthidae. Inga underarter finns listade i Catalogue of Life.